# Sassocorvaro
Sassocorvaro est une commune italienne de la province de Pesaro et Urbino, dans la région Marches.
Le village fait partie du territoire historique du Montefeltro.

## Géographie
Ce village, construit autour de la forteresse de rocca Ubaldinesca, se dresse au sommet d'une colline qui domine la vallée du Foglia. Sassocorvaro est séparée du hameau de Mercatale par un lac de retenue, qui approvisionne la région en eau potable.

## Histoire
Les origines du village de Sassocorvaro ne sont pas connues. Les premières sources écrites mentionnant le château de Monte Rotondo situé à proximité de l’endroit actuel où se trouve le village remontent à 1061. Son centre se développe au cours des siècles suivants jusqu’en 1200, époque où le petit bourg de castrum saxi corbari était dirigé par une famille locale fidèle aux Gibelins.
L’origine de son nom fait l'objet de plusieurs hypothèses. Il pourrait dériver de Sasso nido dei corvi, aujourd’hui représentés dans les environs par des corneilles grises et des mouches (qui nichent respectivement sur des arbres et des niches d’anciens remparts), de Corbarius, chevalier templier présumé fondateur du bourg, ou le mot latin corbis qui signifie « panier ».
Durant la Seconde Guerre mondiale, une grande partie du patrimoine artistique italien dont de nombreuses œuvres d’art furent cachées à Sassocorvaro

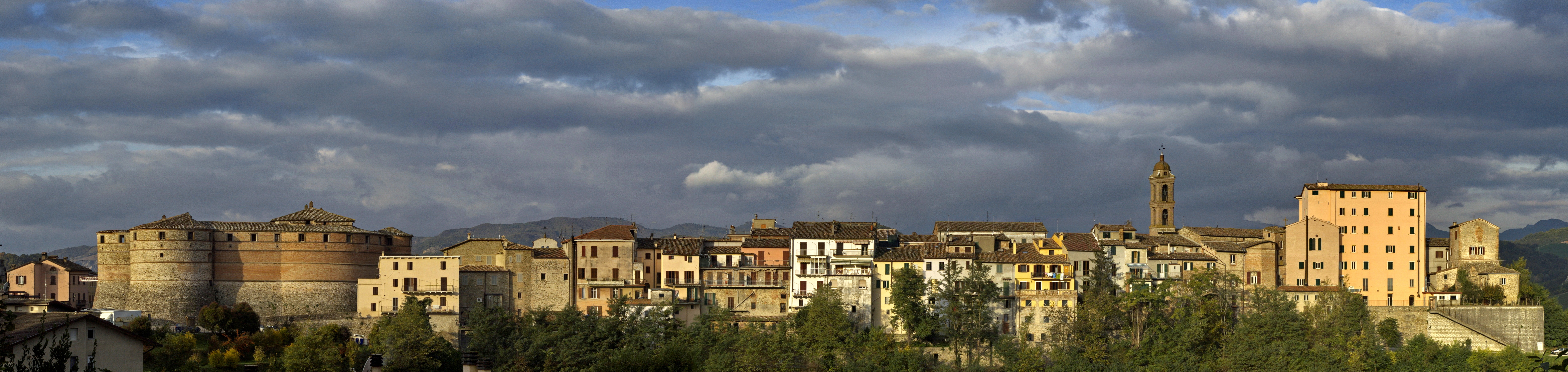
Vue panoramique de Sassorcorvaro avec la forteresse Ubaldienne à gauche.

## Monuments
- La forteresse de Sassocorvaro

La forteresse fut construite aux environs de 1475 sur un dessin de l'architecte siennois Francesco di Giorgio Martini, au cours de ses premières années de service comme architecte et ingénieur militaire du Duc Federico da Montefeltro.
- Oratoire de la sainte Trinité et les reliques de saint Valentin des amoureux.

Selon un inventaire notarié conservé sous une forme authentique dans la curie épiscopale d’Urbanie, la relique de saint Valentin martyr (crâne et autres os) fut déposée avec un certificat notarial en 1727. En 1722, l’abbé D. Gaspare Fabrini, sur la licence de l’évêque d’Urbania Castelli, fut érigé et fondé l’Oratoire de la SS. Trinité, dans la terre de Sassocorvaro, diocèse d’Urbanie[pas clair].

## Aire naturelle
En aval de l’agglomération, près du hameau Mercatale, se trouve un lac artificiel qui a été construit par l'édification d’un barrage qui interrompt le cours de la rivière Foglia. Le barrage a été construit autour des années 1950. Le bassin contient environ 6 millions de mètres cubes d’eau et sert à l’irrigation des champs cultivés en céréales, fruits et légumes, en faveur de toute la vallée du Foglia jusqu’à la ville de Pesaro. Autour du lac se trouvent de nombreuses zones boisées. Le lac n’est plus vidé pendant l’hiver pour empêcher le remplissage de débris, comme c’était le cas avant 2009. L’eau par chute est acheminée dans une turbine pour la génération d’énergie électrique et le barrage de Mercatale reste fermé toute l’année. 

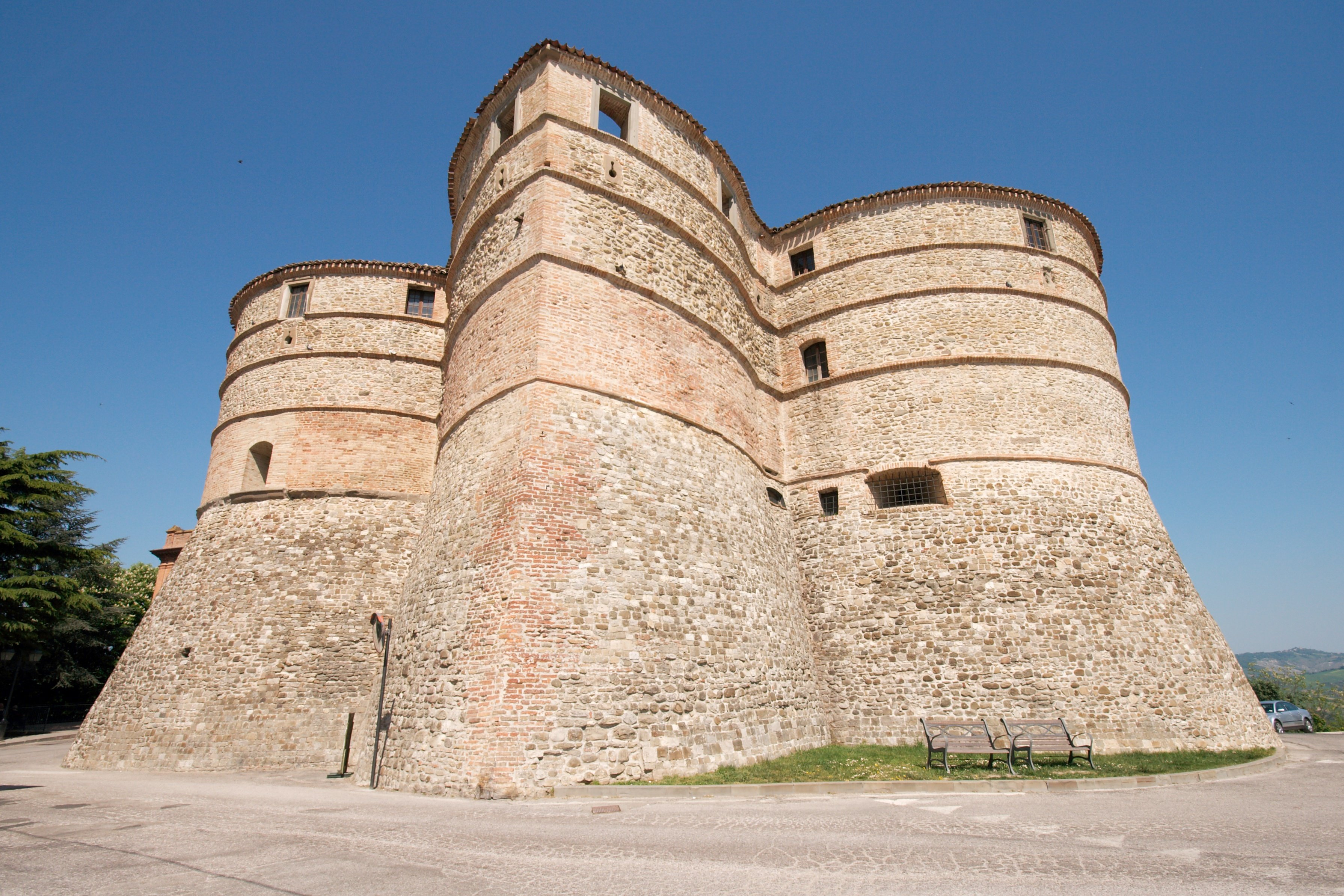
Forteresse de Francesco di Giorgio Martini.
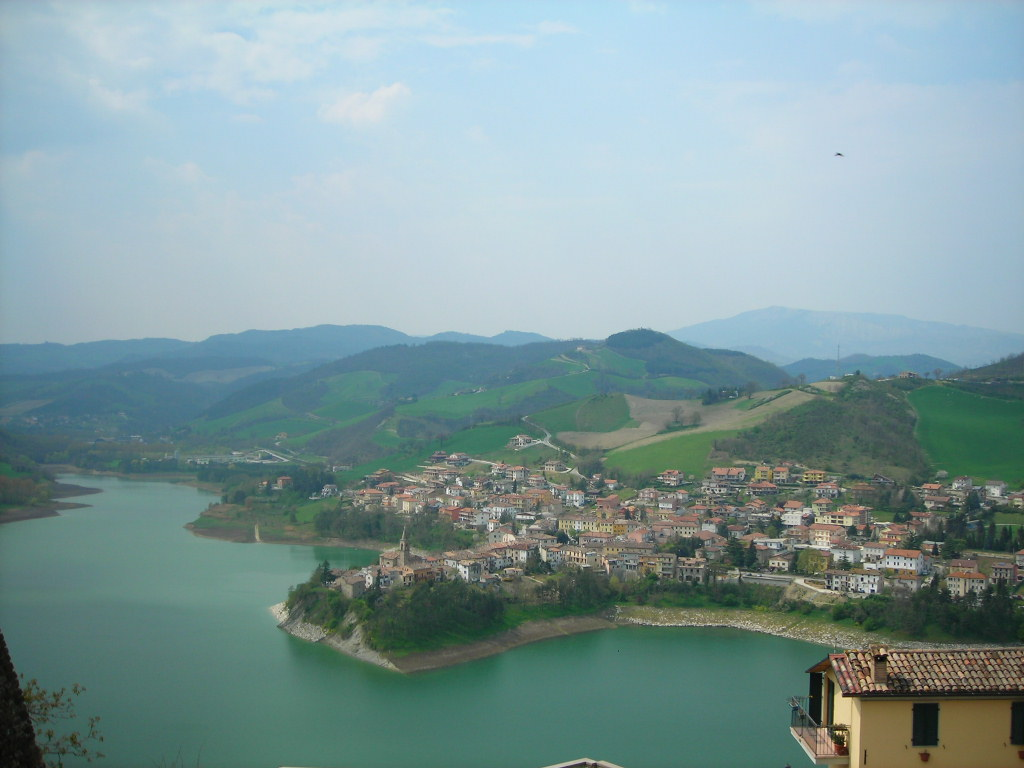
Vue de Sassocorvaro.
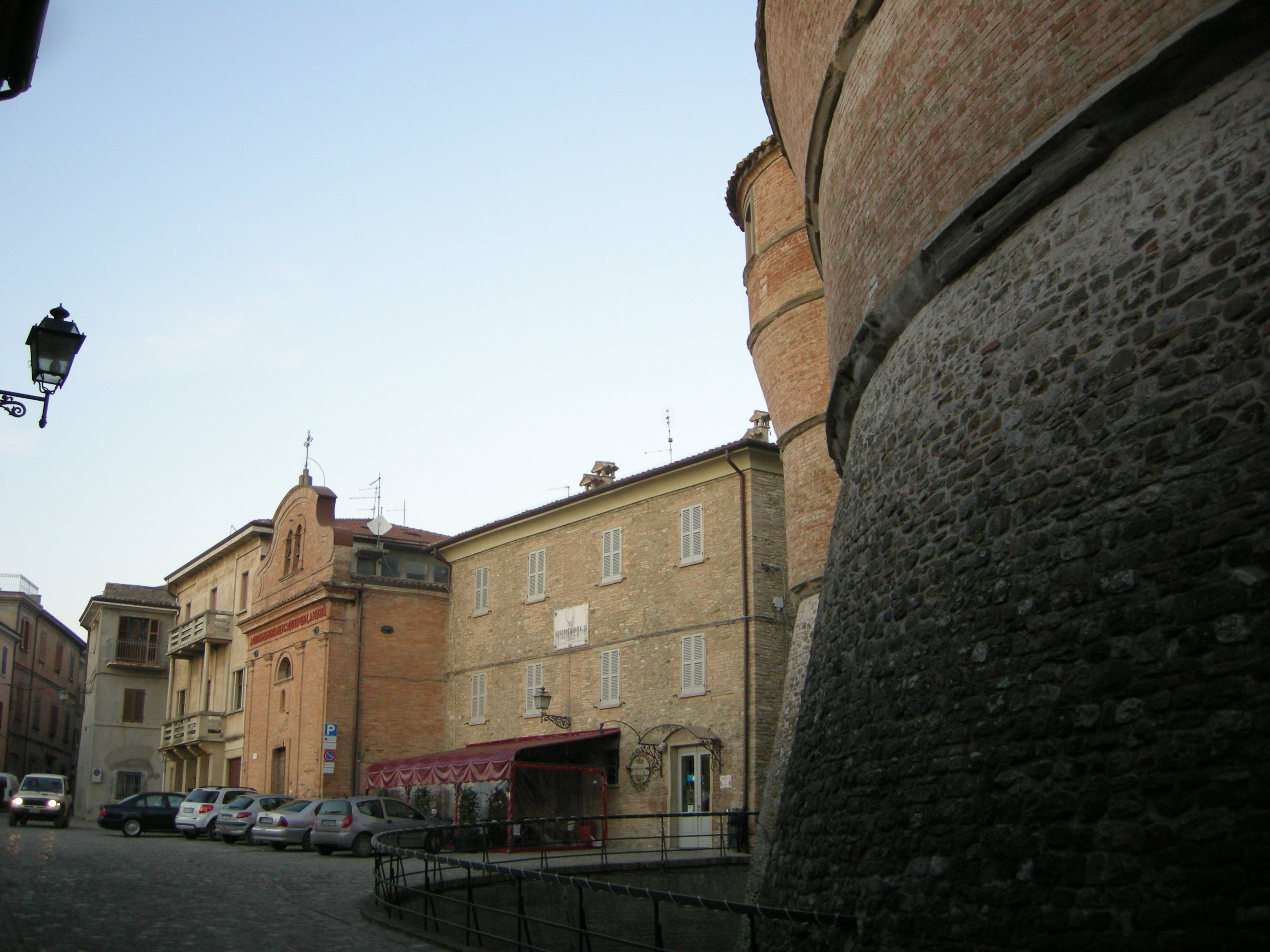
Place de la Forteresse.
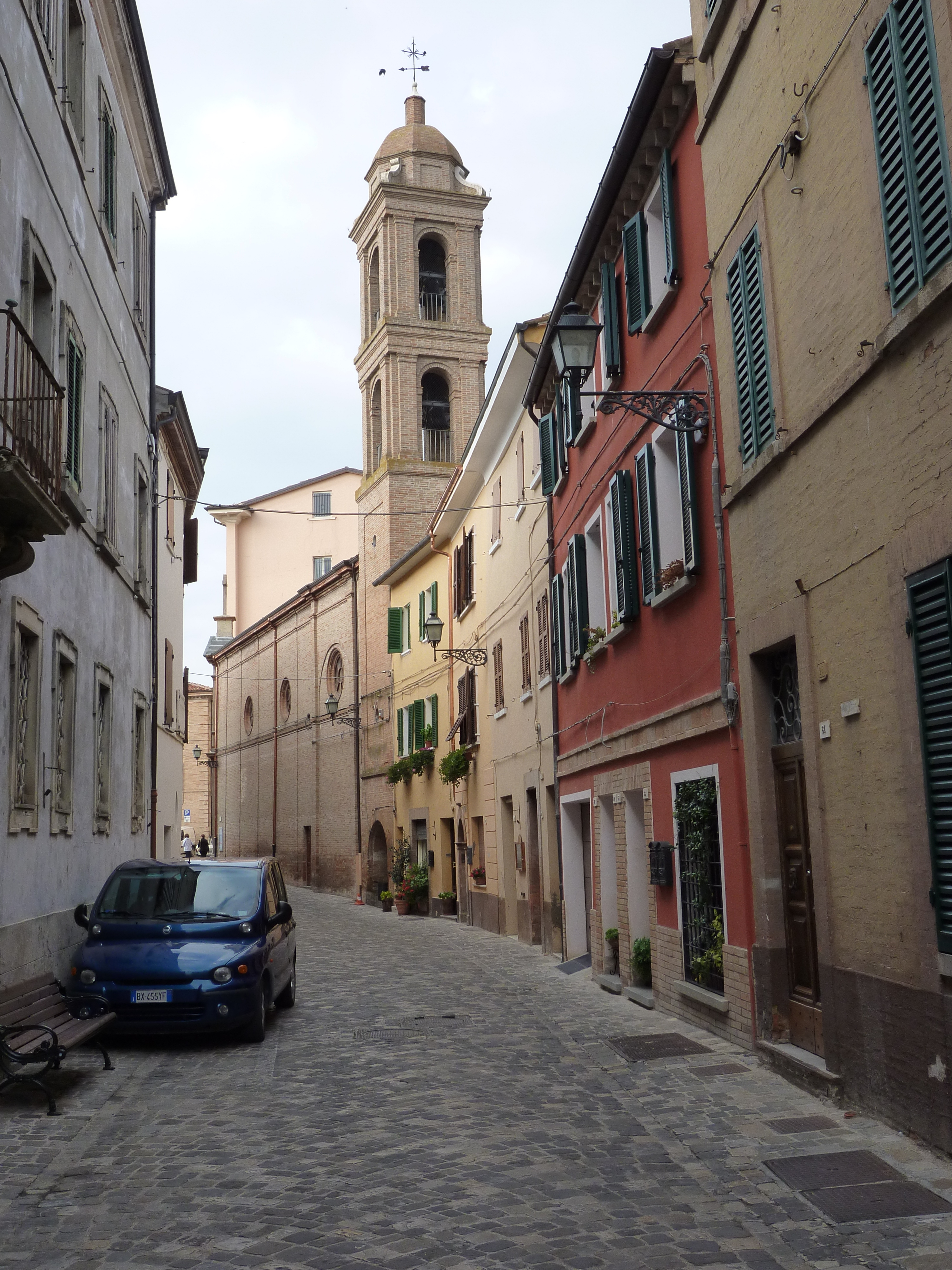
Via Crescentini.

## Personnalités liées à la commune
- Federico Commandino (1509–1575), humaniste et traducteur, natif de la ville.
- Luigi Battiferri (aux environs de 1610 – après 1682), compositeur né et mort à Sassocorvaro.
- Evangelista da Pian di Meleto (1460-1549), peintre de la Renaissance ayant travaillé avec Raphaël.
- Francesco di Giorgio Martini (1439-1501), architecte, peintre, sculpteur et ingénieur militaire de la Renaissance.

## Administration
| Période                                  | Période | Identité | Étiquette | Qualité |
| ---------------------------------------- | ------- | -------- | --------- | ------- |
|                                          |         |          |           |         |
| Les données manquantes sont à compléter. |         |          |           |         |

### Communes limitrophes
Auditore, Lunano, Macerata Feltria, Mercatino Conca, Monte Cerignone, Piandimeleto, Tavoleto, Urbino.